# Asheron's Call
 (décembre 2016).
Si vous disposez d'ouvrages ou d'articles de référence ou si vous connaissez des sites web de qualité traitant du thème abordé ici, merci de compléter l'article en donnant les références utiles à sa vérifiabilité et en les liant à la section « Notes et références ».
Asheron's Call (AC) est un jeu de rôle en ligne massivement multijoueur fantasy pour les PC Microsoft Windows lancé fin 1999. Il est basé sur un vaste monde en 3D occupé par des milliers de joueurs et de créatures. AC a été développé par Turbine Entertainment Software et publié par Microsoft. La première extension, Dark Majesty, a été lancée en 2001. Une seconde extension, Throne of Destiny, qui inclut une amélioration des graphismes, une nouvelle race à jouer et de nouvelles terres à explorer, a été lancée le 18 juillet 2005.

## Système de jeu
Le but consiste à gagner des points d'expérience à travers diverses activités comme battre des monstres et accomplir des quêtes. L'expérience gagnée peut être utilisée pour améliorer les compétences du personnage telles que 'le combat non-armé' ("Unarmed Combat"), 'la magie de guerre' ("War Magic") ou 'la défense de mêlée' ("Melee Defense"), parmi d'autres. À côté des points d'expérience, les quêtes et le combat peuvent aussi permettre d'obtenir des équipements comme une armure, des armes, des potions de santé ou des parchemins de sorts. Plusieurs types d'équipements peuvent être améliorés avec des sorts spéciaux et des effets via le système d'artisanat d'Asheron's Call.
Contrairement à de nombreux autres jeux de ce type, les développeurs d'Asheron's Call utilisent rarement la fiction fantasy typique pour élaborer l'univers de jeu et les créatures. Au lieu des elfes et des gobelins typiques, Asheron's Call propose une grande majorité de monstres uniques comme des insectes Olthoi, des chats-humanoïdes Drudges et des reptiles Sclavus. L'histoire en jeu est construite par des mises à jour mensuelles qui introduisent de nouvelles quêtes et de nouvelles dynamiques de gameplay.
En dehors du combat, le jeu offre une bonne variété d'actions et d'évènements qui font de la profondeur de ce jeu quelque chose de vraiment immersif. En outre, la possibilité d'acquérir des maisons, des villas ou même des manoirs pour son allégeance. Les actions sociales sont aussi très présentes et importantes dans le jeu et la plupart sont mises en place dans un système de monarchie qui n'est pas sans rappeler un système de guildes, mais qui se distingue sous plusieurs points.
L'évolution du personnage se fait au fur et à mesure que l'on gagne en niveaux. La création du personnage offre bien peu mais c'est ce point qui offre un côté si personnalisé aux personnages car il n'y a pas de classes, l'on choisit individuellement chaque caractéristique de notre personnage d'une façon approfondie.
Sa popularité semble avoir baissé au fil des années due au manque de nouveaux arrivants vus sa piètre mise en marché par les développeurs et son manque de publicité et d'annonces.
Il existe deux types de serveurs pour y jouer. La majorité sauf un offre la protection d'Asheron contre les attaques des autres joueurs, le joueur peut ainsi évoluer tranquillement jusqu'à ce qu'il se sente prêt à combattre les autres joueurs. L'autre type de serveur n'offre aucune protection contre les attaques des autres joueurs.

## Développement
En décembre 2003, Turbine a acheté à Microsoft les droits pour la franchise Asheron's Call et assume depuis 2004 la complète responsabilité pour le développement du contenu, le service consommateur, le service de paiement et l'aspect marketing.
Asheron's Call est connu pour son attitude accueillante vis-à-vis des logiciels tiers, particulièrement Decal qui permet la création de plugins améliorant le gameplay.[réf. souhaitée]
Les développeur ont annoncé fin décembre 2016 que le jeu fermerait définitivement ses serveurs le 31 janvier 2017.

## Accueil

### Critique
- Gamekult : 8/10[2]
- IGN : 6,4/10[3]

### Nombres de joueurs
Ni Turbine, ni Microsoft n'ont communiqué à propos du nombre d'abonnés au jeu mais on peut penser qu'Asheron's Call a eu un pic de popularité au début 2002 avec environ 120 000 comptes (www.mmogchart.com). Une suite, Asheron's Call 2: Fallen Kings a été lancé le 22 novembre 2002.